# RTCN Kołowo
Radiowo-Telewizyjne Centrum Nadawcze w Kołowie (dawniej Ośrodek Nadawczy Polskiego Radia i TV w Szczecinie) znajduje się na szczycie Lisicy na skraju Puszczy Bukowej na rozległej i płaskiej Polanie Kołowskiej u wylotu Królewskiego Bruku.
Ośrodek został oddany do użytku w 1963 roku. Składa się on z dwóch masztów antenowych – mierzących wraz z antenami 61 i 267 m wysokości stanowiących charakterystyczny punkt odniesienia na obszarze całych Wzgórz Bukowych, doskonale widocznych z odległości kilkunastu kilometrów oraz budynku zaplecza technicznego. Dzięki jego korzystnej lokalizacji, znacznej wysokości i dużych mocach promieniowania, nadajniki umieszczone na tym maszcie pokrywają zasięgiem znaczną część województwa zachodniopomorskiego; w tym miasta: Szczecin, Stargard, Świnoujście, Goleniów, Gryfino, a także położone w województwie lubuskim Gorzów Wielkopolski i Kostrzyn nad Odrą.
Przed II wojną światową była tu wieża spadochronowa. W latach 30. XX wieku przekształcona została w wieżę widokową o wysokości 36 m. W 1963 roku na jej miejscu postawiono stalową iglicę o wysokości 228 metrów, na której zainstalowano radiowo-telewizyjne anteny nadawcze. W późniejszych latach dobudowana została dodatkowa antena paraboliczna, podwyższająca maszt o kolejne 25 m. W 1985 roku wzniesiono nowy maszt o wysokości – wraz z anteną – 267 m. Cztery lata później, w 1989, stary maszt rozebrano do wysokości 61 m.

## Parametry[1]
- Wysokość posadowienia podpory anteny: 140 m n.p.m.
- Wysokość zawieszenia systemów antenowych: Radio: 153, 173 TV: 107, 201, 228, 256, 258 m n.p.t.

## Transmitowane programy

### Programy telewizyjne – cyfrowe
| Nazwa multipleksu | Częstotliwość | Kanał | Moc nadajnika | Polaryzacja | Kompresja |
| ----------------- | ------------- | ----- | ------------- | ----------- | --------- |
| MUX 1             | 602 MHz       | 37    | 100 kW        | pozioma     | HEVC      |
| MUX 2             | 578 MHz       | 34    | 100 kW        | pozioma     | HEVC      |
| MUX 3 (Szczecin)  | 690 MHz       | 48    | 100 kW        | pozioma     | HEVC      |
| MUX 4             | 546 MHz       | 30    | 14 kW         | pozioma     | HEVC      |
| MUX 6             | 634 MHz       | 41    | 100 kW        | pozioma     | HEVC      |
| MUX 8             | 184,5 MHz     | 6     | 20 kW         | pozioma     | MPEG-4    |

### Programy radiowe – analogowe
| LP | Program                   | Nadawca                                                                  | Częstotliwość | Moc transmisji | Uwagi                                                                                         | Polaryzacja |
| -- | ------------------------- | ------------------------------------------------------------------------ | ------------- | -------------- | --------------------------------------------------------------------------------------------- | ----------- |
| 1  | Polskie Radio Szczecin    | Polskie Radio – Regionalna Rozgłośnia w Szczecinie "Radio Szczecin" S.A. | 92,00 MHz     | 60 kW          | nadajnik uruchomiony został przed 1998 rokiem                                                 | pozioma     |
| 2  | Radio Zet                 | Radio Zet Sp. z o.o.                                                     | 95,20 MHz     | 60 kW          | od stycznia 1996 (przeniesiony z częstotliwości 91,2 MHz, na której nadawał od kwietnia 1995) | pozioma     |
| 3  | Polskie Radio Program I   | Polskie Radio S.A.                                                       | 100,30 MHz    | 60 kW          | do 31 maja 2007 nadawało tu Polskie Radio Program II                                          | pozioma     |
| 4  | Polskie Radio Program III | Polskie Radio S.A.                                                       | 102,30 MHz    | 60 kW          |                                                                                               | pozioma     |
| 5  | RMF FM                    | Radio Muzyka Fakty Sp. z o.o.                                            | 106,70 MHz    | 60 kW          | od 1994                                                                                       | pozioma     |

### Programy radiowe – cyfrowe
| Skład multipleksu | Częstotliwość | Kanał | Moc nadajnika | Polaryzacja | Kierunkowość | Kompresja      |
| --- | ------------- | ----- | ------------- | ----------- | ------------ | -------------- |
| DAB+ - Polskie Radio Program I - Polskie Radio Program II - Polskie Radio Program III - Czwórka - Radio Poland - Program IV Polskie Radio 24 - Polskie Radio Chopin - Polskie Radio Dzieciom - Polskie Radio Szczecin - Radio Szczecin Extra | 216,928 MHz   | 11A   | 20 kW         | pozioma     | kierunkowa   | AAC/AAC+/AAC++ |

## Nienadawane analogowe programy telewizyjne
Programy telewizji analogowej wyłączone 19 marca 2013 roku.
| LP | Program                | Właściciel                                 | Częstotliwość | Numer kanału | Moc transmisji | Uwagi |
| -- | ---------------------- | ------------------------------------------ | ------------- | ------------ | -------------- | --- |
| 1  | TVP1                   | Telewizja Polska S.A.                      | 223,25 MHz    | 12           | 100 kW         | nadajnik został uruchomiony przed 1964 rokiem                                                                                             |
| 2  | TVP2                   | Telewizja Polska S.A.                      | 543,25 MHz    | 30           | 600 kW         | nadajnik został uruchomiony przed 1980 rokiem (przeniesiony z kanału 7, na którym nadawał od 1970 roku)                                   |
| 3  | TVN                    | TVN S.A.                                   | 591,25 MHz    | 36           | 10 kW          | działa od 2001 roku, od 1996 do czerwca 2001 nadawał na tej częstotliwości Canal+ Premium (przeniesiony z kanału 40)                      |
| 4  | TVP Info /TVP Szczecin | Telewizja Polska S.A. oddział w Szczecinie | 607,25 MHz    | 38           | 400 kW         | od 1996 do 1 października 2000 nadawał na tej częstotliwości Kanał 7, od 2 października 2000 do 5 października 2007 nadawał TVP3 Szczecin |
| 5  | Polsat                 | Telewizja Polsat Sp. z o.o.                | 687,25 MHz    | 48           | 600 kW         | od 1992 do 1994 na tej częstotliwości nadawała Telewizja Morze                                                                            |
| 6  | TV Puls                | Telewizja Puls Sp. z o.o.                  | 623,25 MHz    | 40           | 5 kW           | od marca 1995 do 1996 roku nadawał na tej częstotliwości Canal+ Premium, a od 24 grudnia 2004 do 7 marca 2006 – TV Gryf                   |